# Kapelle Unserer lieben Frauen (Hannover)
Die Kapelle Unserer lieben Frauen vor Hannover war ein Sakralbau aus der Mitte des 14. Jahrhunderts. Die Kapelle wurde im Jahr 1349 gestiftet und lag im Bereich des Ortes Embere, außerhalb der Stadtmauern vor dem Ägidientor von Hannover im Bereich der späteren Aegidienneustadt. Das Gotteshaus trug das Patrozinium „Unserer lieben Frauen“ und wurde auch Kapelle St. Marien vor dem Ägidientore oder Liebfrauenkapelle genannt. In seiner rund drei Jahrhunderte währenden Geschichte wurde das Bauwerk und der zugehörige Kirchhof aufgrund der Erweiterung der Stadtbefestigung Hannovers zunächst versetzt und schließlich während des Dreißigjährigen Krieges im Jahr 1645 endgültig abgebrochen. Das Bauwerk ist der ältere Vorgängerbau der heutigen Gartenkirche St. Marien.

## Geschichte
Die Kapelle geht auf eine Stiftung der Grafen Johann, Ludolf und Ludwig von Roden und Wunstorf an den Stadtrat im Jahr 1349 zurück. Aus dem Ertrag des Stiftungslandes sollten eine Kapelle mit vier Priestern und ein Hospital für 13 Patienten gebaut und unterhalten werden. Der Bischof von Hildesheim bestätigte im selben Jahr die Stiftung und den geplanten Kirch- und Hospitalbau und gewährte die Exemtion von der Pfarrei Kirchrode. Der Bau der Kirche südöstlich vor dem Ägidientor begann jedoch nicht vor 1359; der Hospitalbau unterblieb ganz.
Für das weitere Geschick des Kirchleins und des zugehörigen Kirchhofs waren mehrfache Erweiterungen der städtischen Befestigungsanlagen maßgeblich. Der Kirchhof wurde 1490 auf die Nordostseite des Ägidientors verlegt. Die Kapelle wurde 1534 im Zuge der Reformation abgerissen. Die Stiftungsgüter schlug der Rat im Einvernehmen mit den Nachfahren des Stifters der Marktkirche zu.
Aus der Zeit der Reformation hat sich ein eigens erstellter Überblick über die Kirchen und Kapellen der Stadt Hannover erhalten, in dem die Bezeichnungen Capella Beate Marie Virginis extra Valvam S. Aegidii („Kapelle der seligen Jungfrau Maria draußen vor dem  St.-Aegidiien-Tor“) und Unser Leven Vrowen Kapellen buten sunte Iligen dore für die gebräuchlichere Kurzfassung als „Liebfrauenkapelle“ notiert sind.
Der am 29. März 1529 gestorbene und zuvor aus Hildesheim geflohene Bürgermeister und Stadtchronist Henning Brandis soll in der „Kapelle U. l. Frauen“ der Marktkirche beigesetzt worden sein, neben seinem Schwiegervater Hans Blome, der jedoch in der an die Marktkirche angebauten St.-Annen-Kapelle bestattet wurde.
1554 wurde auf dem (neuen) Liebfrauenkirchhof eine neue Kapelle erbaut, die 1645 einem neuen Ravelin weichen musste.
Von der alten Liebfrauenkapelle stammt der Siebenmännerstein (heute im Historischen Museum Hannover).
Als vermutlich einziges originales Erinnerungsstück an die Liebfrauenkapelle besitzt die heutige Gartenkirche St. Marien „ein beschädigtes und verwittertes Sandsteinrelief“, das in einer Nische auf der Südseite des Kirchenschiffes aufgestellt wurde.

## Liebfrauenstraße

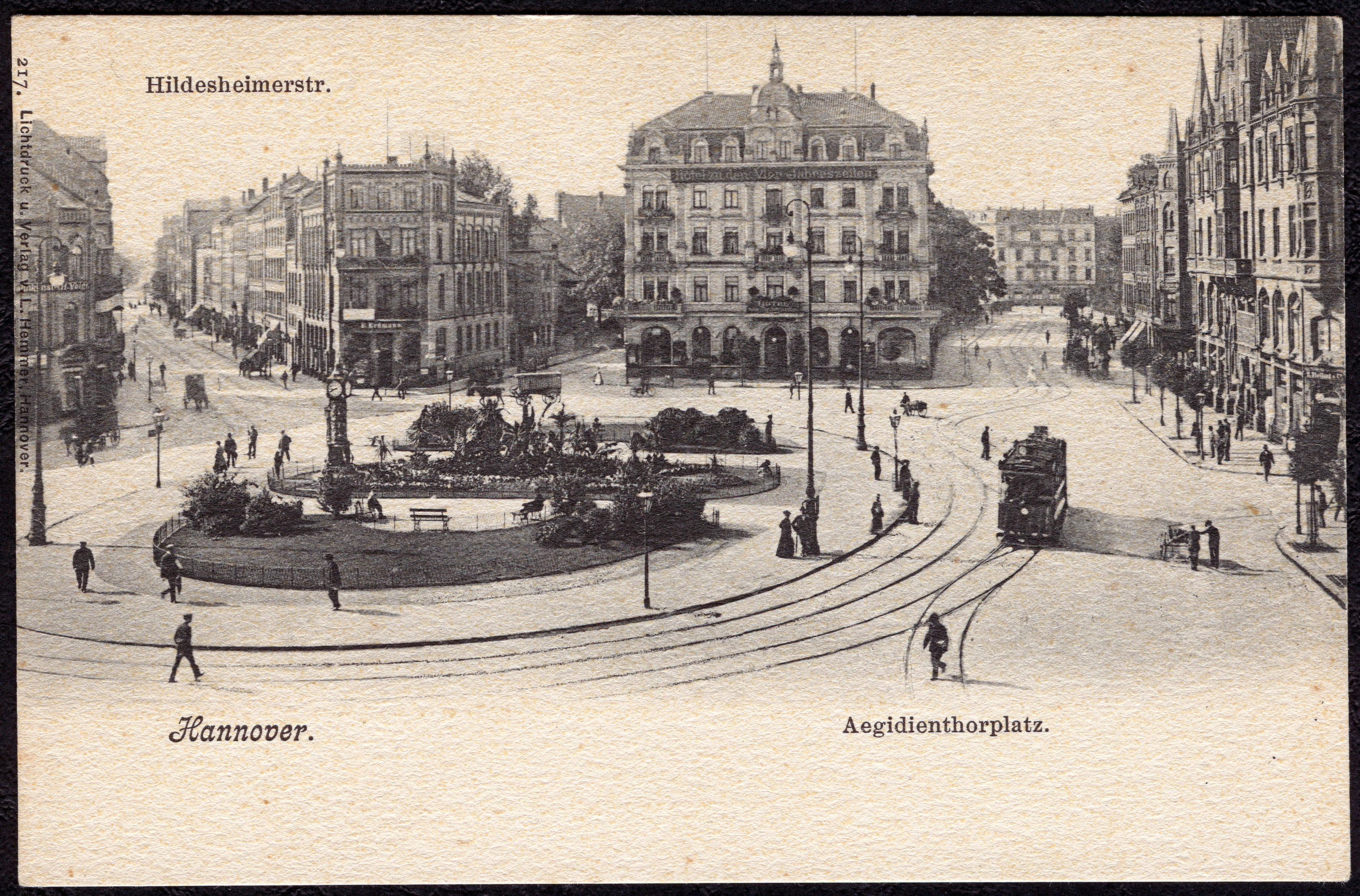
In der Bildmitte rechts neben der Hildesheimer Straße verlief noch 1943 die kurze, an einem Gartengrundstück endende Liebfrauenstraße;
Ansichtskarte Nr. 217 von Ludwig Hemmer, um 1900

Der Kirchhof der 1534 abgebrochenen Liebfrauenkapelle lag im Bereich des heutigen hannoverschen Stadtteils Südstadt. Die mit der Kapelle verbundene Straße Liebfrauen-Kirchhof wurde im Jahr 1845 amtlich in Liebfrauenstraße umbenannt.